# Armoriale dei comuni dell'Indre e Loira
Questa pagina contiene le armi (stemma e blasonatura) dei comuni dell'Indre-et-Loire.

## A
| Stemma | Nome del comune e blasonatura |
| ------ | --- |
|        | Amboise palé d'or et de gueules de six pièces, au chef d'azur chargé de trois fleurs de lys d'or (palato d'oro e di rosso, al capo d'azzurro caricato di tre gigli d'oro) |
|        | Artannes-sur-Indre D'or à un ours en pied de sable tenant une roue de moulin de gueules, au chef du même chargée d'une croix archiépiscopale tréflée d'argent mouvant du trait du chef (D'oro, all'orso ritto di nero, tenente una ruota da molino di rosso; al capo dello stesso caricato di una croce patriarcale, trifogliata d'argento movente dalla partizione del capo) |
|        | Autrèche D'argent à la barre d'azur accompagnée, en chef, d'une fleur de lys du même et, en pointe, de trois canettes de sable soutenues d'une jumelle ondée alésée aussi d'azur, au chef de gueules chargé d'une tour du champ maçonnée aussi de sable adextrée d'un arbre et senestrée d'un épi de blé brochant sur une fleur de tournesol, le tout d'or (d'argento, alla sbarra d'azzurro, accompagnata in capo da un giglio dello stesso e, in punta, da tre anatrelle di nero sostenute da una gemella ondata e scorciata pure d'azzurro; al capo di rosso, caricato di una torre del campo, murata pure di nero, addestrata da un albero e sinistrata da una spiga di grano attraversante su un fiore di girasole, il tutto d'oro) |
|        | Auzouer-en-Touraine D'or à un chêne arraché au naturel, accosté en chef de deux fers de moulin de sable, au chef de gueules chargé d'une épée du champ posée en fasce, la pointe à senestre (d'oro, alla quercia sradicata al naturale, accostata in capo da due ferri da mulino di nero; al capo di rosso caricato di una spada del campo posta in fascia, con la punta a sinistra) |
|        | Azay-le-Rideau D'azur aux trois aigles d'or (d'azzurro, a tre aquile d'oro) |
|        | Azay-sur-Cher Parti : au premier fascé d'argent et de gueules de huit pièces, au second d'argent à l'aigle au vol abaissé de sable, au chef d'azur chargé de trois étoiles d'or (partito: nel 1º fasciato d'argento e di rosso di otto pezzi; nel 2º d'argento, all'aquila col volo abbassato di nero, al capo d'azzurro caricato di tre stelle d'oro) |

## B
| Image | Nom de la commune et blasonnement |
| ----- | --- |
|       | Ballan-Miré De sinople au chevron d'argent accompagné en chef de deux besants d'or et en pointe d'une masse d'armes du même posée en barre (di verde, allo scaglione d'argento accompagnato in capo da due bisanti d'oro e in punta a una mazza d'armi dello stesso posta in sbarra) |
|       | Beaulieu-lès-Loches D'argent à une fleur de lys de gueules, au chef d'azur chargé de trois étoiles du champ (d'argento, al giglio di rosso; al capo d'azzurro caricato di tre stelle del campo)                                                                                      |
|       | Beaumont-Village D'or à la bande d'azur chargée de trois roues de moulin du champ posées à plomb (d'oro, alla banda d'azzurro caricata di tre ruote a mulino del campo, poste a piombo)                                                                                              |
|       | Betz-le-Château Fascé d'or et de sable, les fasces d'or chargées de neuf merlettes aussi de sable ordonnées 4, 2 et 3 (fasciato d'oro e di nero, le fasce d'oro caricate di nove merlotti pure di nero ordinati 4, 2 e 3)                                                            |
|       | Bléré De gueules à trois boisseaux d'argent (di rosso, a tre moggi d'argento) |
|       | Bourgueil D'azur à deux clefs d'or passées en sautoir, liées en cœur d'argent, surmontées de trois fleurs de lys aussi d'or rangées en chef (d'azzurro, a due chiavi d'oro poste in decusse, legate d'argento in cuore, sormontate da tre gigli pure d'oro ordinati in capo)         |

## C
| Image | Nom de la commune et blasonnement |
| ----- | --- |
|       | Candes-Saint-Martin De gueules à un château de trois tours couvertes girouettées d'or, ouvert du champ et ajouré de sable (di rosso, al castello di tre torri coperte e banderuolate d'oro, aperto del campo e finestrato di nero) |
|       | Chambray-lès-Tours D'argent à un carrefour de cinq voies alésées d'azur, quatre en sautoir et une en pointe, à un rond-point vidé du champ, le tout bordé de sinople orlé d'un filet aussi du champ, accosté de deux rameaux de cormier ployés aussi de sinople fruités de pourpre, soutenu d'une grappe de raisin du même tigée aussi de sinople, au chef soudé d'or chargé de Sainte Apolline en pied de carnation, vêtue d'argent avec un manteau d'azur, tenant en sa senestre une palme de gueules posée en bande, accostée de deux chênes au naturel (d'argento, all'incrocio di cinque strade scorciate d'azzurro, quattro in decusse e una in punta, alla rotonda vuota del campo, il tutto bordato di verde e orlato di un filetto pure del campo, accostato da due rami di sorbo curvati, pure di verde e fruttati di porpora, e sostenuto da un grappolo d'uva dello stesso, fustato pure di verde; al capo saldato d'oro, caricato di Santa Apollonia in piedi di carnagione, vestita d'argento con un mantello d'azzurro, tenente con la sinistra una palma di rosso posta in banda, e accostata da due querce al naturale) |
|       | Champigny-sur-Veude D'azur, à trois fleurs de lys d'or, un bâton péri en bande de gueules, brochante sur le tout (d'azzurro, a tre gigli d'oro, al bastone scorciato in banda di rosso, attraversante sul tutto) |
|       | Chançay D'or à la fasce ondée d'azur, à la grappe de raisin d'argent, tigée et feuillée de sinople, brochant sur le tout (d'oro, alla fascia ondata d'azzurro, al grappolo d'uva d'argento, fustato e fogliato di verde, attraversante sul tutto) |
|       | Charentilly Parti : au premier d'azur à la fasce d'hermine accompagnée de trois lionceaux d'or, au second fascé d'argent et de pourpre de huit pièces ; à l'écusson d'or au rencontre de cerf de sable brochant en cœur sur le tout (partito: nel 1º d'azzurro, alla fascia d'armellino, accompagnata da tre leoncelli d'oro; nel 2º fasciato d'argento e di porpora di otto pezzi; sul tutto d'oro, al riscontro di cervo di nero) |
|       | Château-la-Vallière Coupé de gueules et d'or au léopard lionné coupé d'argent et de sable, armé, lampassé, viléné et couronné aussi d'or, brochant sur la partition (troncato di rosso e d'oro, al leopardo illeonito troncato d'argento e di nero, armato, lampassato, osceno e coronato pure d'oro, attraversante sulla partizione) |
|       | Château-Renault De gueules au château de trois tours d'argent en perspective, la tour du milieu en avant, les deux tours des flancs en arrière, le tout maçonné de sable (di rosso, al castello di tre torri d'argento in prospettiva, la torre centrale avanzata, quelle laterali arretrate, il tutto murato di nero) |
|       | Chédigny D'azur aux trois colombes d'argent, à l'écusson du champ en cœur chargé d'une fleur de lys d'or, au chef du même chargé d'un lion issant de gueules (d'azzurro, a tre colombe d'argento, allo scudetto del campo in cuore, caricato di un giglio d'oro; al capo dello stesso caricato di un leone nascente di rosso) |
|       | Chenonceaux D'or, au lion d'azur, au chef de gueule (d'oro, al leone d'azzurro; al capo di rosso) |
|       | Chinon De gueules à trois châteaux à trois tours d'or accompagnés de trois fleurs de lis du même mal ordonnées (di rosso, a tre castelli di tre torri d'oro, accompagnati da tre gigli dello stesso male ordinati) |
|       | Cinq-Mars-la-Pile De gueules au chevron fascé-ondé d'argent et d'azur de six pièces, accompagné de trois lionceaux d'argent (di rosso, allo scaglione fasciato ondato d'argento e d'azzurro di sei pezzi, accompagnato da tre leoncelli d'argento) |
|       | Cormery Mi-parti : au premier d'or à l'aigle bicéphale de sable, au second d'azur aux trois fleurs de lys d'or ; à l'épée basse d'argent, garnie d'or, brochant sur la partition (semipartito: nel 1º d'oro, all'aquila bicefala di nero; nel 2º d'azzurro, a tre gigli d'oro; alla spada bassa d'argento, guarnita doro, attraversante sulla partizione) |
|       | Courçay D'argent au chevron d'azur accompagné de trois croisettes anillées du même, au chef fascé d'argent et de gueules de huit pièces chargé d'un bâton pastoral d'azur brochant (d'argento, allo scaglione d'azzurro, accompagnato da tre crocette a ferro da mulino dello stesso; al capo fasciato d'argento e di rosso di otto pezzi, caricato di un pastorale d'azzurro attraversante) |
|       | Crissay-sur-Manse Losangé d'or et de gueules (losangato d'oro e di rosso) |
|       | La Croix-en-Touraine D'azur à la croix de Malte d'argent, au chef du même chargé de trois merlettes de sable (d'azzurro, alla croce di Malta d'argento; al capo dello stesso caricato di tre merlotti di nero) |
|       | Crouzilles D'azur à la croix d'argent chargée de cinq coquilles de sable (d'azzurro, alla croce d'argento caricata di cinque conchiglie di nero) |

## D
| Image | Nom de la commune et blasonnement |
| ----- | --- |
|       | Descartes D'or à la fasce de sinople chargée de trois tours d'argent, maçonnées de sable (d'oro, alla fascia di verde caricata di tre torri d'argento, murate di nero) |
|       | Dierre De sinople à une église de trois nefs et au clocher d'argent, ajourée de sable, accompagnée en chef à dextre d'une grappe de raisin d'or, à senestre d'une gerbe de blé du même et soutenue d'une rivière d'argent mouvant de la pointe (di verde, alla chiesa di tre navate con campanile d'argento, finestrata di nero, accompagnata in capo a destra da un grappolo d'uva d'oro, a sinistra da un covone di grano dello stesso e sostenuta da un fiume d'argento movente dalla punta) |

## E
| Image | Nom de la commune et blasonnement |
| ----- | --- |
|       | Esvres D'or à une roue dentée de sable encerclée de deux tiges de blé de sinople, à trois tours couvertes de gueules, soutenues d'une grappe de raisin fruitée du même, tigée et feuillée aussi de sinople, brochant sur le tout (d'oro, alla ruota dentata di nero circondata da due fusti di grano di verde, a tre torri coperte di rosso, sostenute da un grappolo d'uva fruttato dello stesso, fustato e fogliato pure di verde, attraversante sul tutto) |

## F
| Image | Nom de la commune et blasonnement |
| ----- | --- |
|       | Ferrière-Larçon D'argent à la fasce ondée d'azur soutenue d'une trangle ondée du même, au chef aussi d'azur chargé d'un fer à cheval du champ (d'argento, alla fascia ondata d'azzurro, sostenuta da una trangla ondata dello stesso; al capo pure d'azzurro, caricato di un ferro di cavallo del campo) |
|       | Ferrière-sur-Beaulieu De gueules à un fer de lance d'argent, le fût de sable brisé, au chef aussi d'argent chargé d'une croisette ancrée du champ (di rosso, al ferro di lancia d'argento, col fusto scorciato di nero; al capo pure d'argento, caricato di una crocetta ancorata del campo) |
|       | Fondettes Écartelé : au premier d'or aux trois fasces entées de gueules, au deuxième coupé au I d'argent à la bande de gueules cotoyée de deux cotices de sable et au II d'argent à l'arbre arraché de sinople, au troisième fascé d'argent et de gueules de huit pièces, au quatrième d'azur à la fasce d'or accompagnée, en chef, d'un lion passant du même lampassé de gueules et, en pointe, de trois annelets aussi d'or ordonnés 2 et 1 (inquartato:nel 1º d'oro, a tre fasce innestate di rosso; nel 2º troncato: in I d'argento alla banda di rosso accostata da due cotisse di nero e in II d'argento, all'albero sradicato di verde; nel 3º fasciato d'argento e di rosso di otto pezzi; nel 4º d'azzurro, alla fascia d'oro (nel disegno è d'argento) accompagnata, in capo, da un leone passante dello stesso, lampassato di rosso, e, in punta, da tre anelletti pure d'oro ordinati 2 e 1) |
|       | Francueil De gueules à la champagne-pal d'argent chargée d'un angon d'azur mouvant de la pointe, supporté, en pointe, par quatre tourteaux du champ, deux l'un sur l'autre à dextre et deux l'un sur l'autre à senestre, soutenus d'un autre tourteau du même brochant sur l'angon, le pal accosté, à dextre, d'un besant d'or figuré d'un taureau furieux et, à senestre, d'une francisque contournée du même (di rosso, alla campagna-palo d'argento, caricata di un angone d'azzurro movente dalla punta, sostenuto, in punta, da quattro torte del campo, due l'una sull'altra e destra e due l'una sull'altra a sinistra, alla torta di rosso attraversante in punta sull'angone, il palo accostato, a destra, da un bisante d'oro figurato con un toro furioso e, a sinistra, da una francisca rivoltata dello stesso)                                                                             |

## G
| Image | Nom de la commune et blasonnement |
| ----- | --- |
|       | Genillé De gueules à la bande d'or, à une épée renversée d'argent, accostée de deux plumes du même, le tout brochant (di rosso, alla banda d'oro, alla spada rovesciata d'argento, accostata da due piume dello stesso, il tutto attraversante) |
|       | Le Grand-Pressigny Gironné d'or et d'azur, au pal brochant contrepalé d'azur et d'or de quatre pièces, à la fasce brochante contrefascée d'or et d'azur de quatre pièces, sur le tout: de gueules à la croix d'argent chargée d'une moucheture d'hermine de sable en chef (gheronato d'oro e d'azzurro, al palo attraversante contropalato d'azzurro e d'oro di quattro pezzi, alla fascia attraversante controfasciata d'oro e d'azzurro di quattro pezzi; sul tutto di rosso, alla croce latina d'argento, caricata in capo di una moscatura d'armellino di nero) |
|       | La Guerche De gueules à la croix pattée d'argent (di rosso, alla croce patente d'argento) |

## I
| Image | Nom de la commune et blasonnement |
| ----- | --- |
|       | L'Île-Bouchard Écartelé de sinople à la fasce d'or, et d'or à la bande de sinople (inquartato di verde, alla fascia d'oro, e d'oro, alla banda di verde) |

## J
| Image | Nom de la commune et blasonnement |
| ----- | --- |
|       | Joué-lès-Tours Parti d'azur et d'or à la tour de sable maçonnée d'argent brochant sur la partition (partito d'azzurro e d'oro, alla torre di nero murata d'argento attraversante sulla partizione) |

## L
| Image | Nom de la commune et blasonnement |
| ----- | --- |
|       | Langeais D'or à une mouette d'argent volant et plongeant en bande, tenant dans son bec un poisson du même, au chef de sable chargé de trois tours crénelées aussi d'argent couvertes et girouettées de gueules, ouvertes et maçonnées aussi de sable (d'oro, al gabbiano d'argento, volante e che si tuffa in banda, tenente nel becco un pesce dello stesso; al capo di nero, caricato di tre torri merlate pure d'argento, coperte e banderuolate di rosso, aperte e murate pure di nero) Arma d'inchiesta: argento su oro                                                                    |
|       | Larçay D'argent, au lion de sable, armé et couronné d'or (d'argento, al leone di nero, armato e coronato d'oro) |
|       | Ligueil D'azur à un œil d'argent à la pupille de sable (d'azzurro, all'occhio d'argento con la pupilla di nero) |
|       | Limeray D'or à un soleil levant de gueules, rayonnant de sable, surmonté de trois grappes de raisin aussi de gueules mal ordonnées, issant d'une rivière ondée d'azur mouvant de la pointe, le reflet dudit soleil aussi de sable chargé d'un cor de postillon du champ (d'oro, al sole sorgente di rosso, raggiante di nero, sormontato da tre grappoli d'uva pure di rosso, male ordinati, uscente da un fiume ondato d'azzurro movente dalla punta, il riflesso del sole, pure di nero, caricato di un corno da postiglione del campo)                                                       |
|       | Loché-sur-Indrois De gueules à une crosse contournée d'or, aux deux loches contournées d'argent nageant l'une sur l'autre brochant en cœur sur le tout (di rosso, al pastorale rivoltato d'oro, a due cobiti (loches) rivoltati d'argento, nuotanti uno sull'altro e attraversanti in cuore sul tutto) |
|       | Loches De sinople à six loches posées en fasce ordonnées 3-2-1, au chef d'azur chargé de trois fleurs de lys d'or (di verde, a sei cobiti posti in fascia, ordinati 3-2-1; al capo d'azzurro, caricato di tre gigli d'oro) |
|       | Louans De sinople à une tour couverte d'argent, ouverte, ajourée et girouettée de gueules, au chef d'or chargé d'une aigle bicéphale couronnée issante de sable et d'une épée basse issante d'argent au pommeau aussi d'or brochant sur l'aigle (di verde, alla torre coperta d'argento, aperta, finestrata e banderuolata di rosso; al capo d'oro, caricato di un'aquila bicipite coronata nascente di nero e di una spada bassa uscente d'argento, al pomo pure d'oro, attraversante sull'aquila)                                                                                             |
|       | Lussault-sur-Loire D'argent à une colline d'azur mouvant de la pointe, chargée de cinq besants d'or ordonnés 2, 2 et 1, surmontés d'un pic de carrier et d'un pic de vigneron de sable passés en sautoir brochant sur le tout (d'argento, alla collina d'azzurro movente dalla punta, caricata di cinque bisanti d'oro ordinati 2, 2 e 1, sormontati da un piccone da cavatore e da un piccone da vignaiolo di nero, passati in decusse e attraversanti sul tutto) |
|       | Luynes Écartelé : au premier et au quatrième d'or au lion de gueules, au deuxième et au troisième à deux louves ravissantes et affrontées d'argent, sur le tout de gueules à la massue d'or, armée de piquetons d'argent et dressée en pal, au chef du même chargé d'un gonfanon de deux pendants du champ (inquartato: nel 1º e 4º d'oro, al leone di rosso; nel 2º e 3º d'azzurro, a due lupe rampanti e affrontate d'argento; sul tutto di rosso alla mazza d'armi d'oro, armata di punte d'argento, posta in palo; al capo dello stesso, caricato di un gonfalone a due pendenti del campo) |
|       | Luzillé D'azur au chevron renversé d'argent soutenu d'une bonde d'étang d'or mouvant de la pointe, accompagné, en chef, d'un soleil non figuré du même et, aux flancs, de deux arbres arrachés aussi d'or (d'azzurro, allo scaglione rovesciato d'argento, sostenuto da uno scarico di stagno movente dalla punta, e accompagnato, in capo, da un sole non figurato e, ai lati, da due alberi sradicati, il tutto pure d'oro) |

## M
| Image | Nom de la commune et blasonnement |
| ----- | --- |
|       | Maillé De gueules au chevron d'argent accompagné de trois coquilles d'or (di rosso, allo scaglione d'argento, accompagnato da tre conchiglie d'oro) |
|       | La Membrolle-sur-Choisille Losangé d'or et de gueules (losangato d'oro e di rosso) |
|       | Mettray De gueules aux cinq fasces ondées accolées, trois d'argent et deux d'azur (di rosso, a cinque fasce ondate accollate, tre d'argento e due d'azzurro) |
|       | Monnaie D'azur au besant d'argent figuré d'une tête de Junon, accompagné, en chef, de deux châtaigniers arrachés d'or et, en pointe, d'une souche arrachée du même (d'azzurro, al bisante d'argento, figurato con la testa di Giunone, accompagnato, in capo, da due alberi di castagno sradicati d'oro e, in punta, da un ceppo sradicato dello stesso) |
|       | Montbazon De gueules aux neuf mâcles d'or accolées, ordonnées 3, 3 et 3 (di rosso, a nove losanghe vuote d'oro, accollate, ordinate 3, 3 e 3) Lo stemma è ripreso dalle armi della famiglia Rohan, titolare del ducato di Montbazon. |
|       | Montlouis-sur-Loire Écartelé : au premier et au quatrième d'argent au senestrochère de gueules sortant d'une nuée d'azur mouvant du flanc senestre, tenant une poignée de vesce en rameau de trois pièces de sinople, au deuxième et au troisième parti au I de sinople au pal d'argent et au II de gueules au pal aussi d'argent (inquartato: nel 1º e 4º d'argento, al sinistrocherio di rosso uscente da una nuvola d'azzurro movente dal fianco sinistro, tenente un mazzetto di veccia in ramoscelli di tre pezzi di verde; nel 2º e 3º partito: in I di verde, al palo d'argento e in II di rosso, al palo pure d'argento) [il disegno in realtà rappresenta le nuvole d'azzurro moventi dal fianco destro anziché dal fianco sinistro] |
|       | Montrésor D'azur semé de besants d'or (d'azzurro seminato di bisanti d'oro) (Arma parlante) |
|       | Montreuil-en-Touraine D'or au mont de sinople, surmonté de trois arbres en fuseau arrachés du même mal ordonnés (d'oro, al monte di verde, sormontato da tre alberi affusolati sradicati dello stesso e male ordinati) [il disegno in realtà presenta il campo d'argento e non d'oro] |
|       | Monts D'azur aux trois fleurs de lys d'or, au chef d'argent chargé d'une bordure dentelée de sable et d'une paire de ciseaux du même accostée des lettres M et R onciales aussi de sable (d'azzurro, a tre gigli d'oro; al capo d'argento caricato da un paio di forbici accostate dalle lettere onciali M e R, il tutto di nero, alla bordura dentata pure di nero) |

## N
| Image | Nom de la commune et blasonnement |
| ----- | --- |
|       | Nazelles-Négron D'azur au navire marchand romain d'or, au mât et cordages de sable, au chef aussi d'or chargé d'une étoile de gueules (d'azzurro, alla nave mercantile romana d'oro, alberata e cordata di nero; al capo pure d'oro caricato di una stella di rosso) |
|       | Neuil D'or aux trois aigles de gueules, chaussé losangé d'or et de gueules (d'oro, a tre aquile di rosso, calzato losangato d'oro e di rosso) |
|       | Neuillé-le-Lierre D’azur à deux fleurs de lis d’or en chef (qui sont de Lavardin) et une étoile de même pointe (qui est de Bridieu), au chef palé d’or et de gueules de six pièces (qui sont d’Amboise). (d'azzurro, a due gigli d'oro posti in capo(che sono di Lavardin) ed una stella dello stesso posta ion punta (che è di Bridieu); al capo palato d'oro e di rosso di sei pezzi (che è d'Amboise)) |
|       | Neuillé-Pont-Pierre De gueules au pont en dos d'âne de trois arches d'argent maçonné de sable, au chef cousu d'azur chargé d'un glaive d'or et d'une clef du même, le pennon vers la pointe, passés en sautoir (di rosso, al ponte a schiena d'asino di tre archi d'argento, murato di nero; al capo cucito d'azzurro caricato da un gladio d'oro e da una chiave dello stesso, con l'impugnatura verso la punta, passati in decusse) |
|       | Neuvy-le-Roi D'azur à la bande d'or (d'azzurro, alla banda d'oro) |
|       | Noizay D'azur au cep de vigne de deux sarments tigés et feuillés d'or, fruités chacun de trois grappes de raisin de gueules, enfermant un château d'argent ouvert, ajouré et maçonné de sable, donjonné de trois tourelles aussi d'argent couvertes et girouettées aussi de sable, ledit cep posé sur une champagne aussi d'or chargée d'une jumelle ondée du champ (d'azzurro, al ceppo di vite di due sarmenti fustati e fogliati d'oro, ciascuno fruttato di tre grappoli d'uva di rosso, racchiudente un castello d'argento aperto, finestrato e murato di nero, torricellato di tre torrette pure d'argento, coperte e banderuolate pure di nero; il ceppo posatosu una campagna pure d'oro caricata di una gemella ondata del campo) |
|       | Notre-Dame-d'Oé D'or à Notre Dame de carnation vêtue d'azur, couronnée d'étoiles d'argent, posée sur un tertre de sinople, le touchant de son long sceptre fleurdelysé pour en faire jaillir une source aussi d'argent, au chef burelé d'argent et de gueules de huit pièces chargé d'un bâton pastoral de sable brochant (d'oro, alla Nostra Signora di carnagione, vestita d'azzurro, coronata di stelle d'argento, posata su un poggio di verde, che tocca con il suo lungo scettro gigliato per farne sgorgare una sorgente pure d'argento; al capo burellato d'argento e di rosso di otto pezzi, caricato di un pastorale di nero attraversante)                                                                                      |
|       | Nouâtre D'argent au noyer de sinople, fruité d'or, posé sur une motte aussi de sinople, à la bordure d'azur chargée de cinq anneaux et attaches de scellement du champ ordonnés en orle, accompagnés à dextre du chef de Notre Dame tenant l'Enfant Jésus d'or (d'argento, al noce di verde, fruttato d'oro, posato su una zolla pure di verde, alla bordura d'azzurro, caricata di cinque anelletti, con attacchi, del campo, ordinati in orlo, accompagnati nella destra del capo dalla Nostra Signora tenente il bambino Gesù d'oro) |
|       | Nouzilly D'azur à la tête de cheval de trait d'argent accompagnée de trois coquerelles versées d'or (d'azzurro, alla testa di cavallo d'argento, accompagnata da tre mazzetti di nocciole rovesciati d'oro) |

## P
| Image | Nom de la commune et blasonnement |
| ----- | --- |
|       | Parçay-Meslay Fascé d'argent et de gueules de huit pièces, au néflier arraché de sinople fruité au naturel, brochant sur le tout, au chef d'azur chargé d'une tête d'homme de profil d'or accostée de deux grappes de raisin aussi d'argent (fasciato d'argento e di rosso di otto pezzi, al nespolo sradicato di verde fruttato al naturale, attraversante sul tutto; al capo d'azzurro, caricato di una testa d'uomo di profilo d'oro, accostata da due grappoli d'uva pure d'argento) |
|       | Pernay D'azur à la croix d'argent perronnée de trois degrés sur les quatre branches, à la margelle du même, en cœur, ajourée du champ, au chef d'or à la fasce nébulée de gueules, au franc-canton de gueules à l'aigle d'or (d'azzurro, alla croce d'argento scalinata di tre gradini sui quattro bracci, al puteale dello stesso in cuore, finestrato del campo; al capo d'oro, alla fascia nebulosa di rosso, al canton franco di rosso all'aquila d'oro)                             |
|       | Pocé-sur-Cisse D'argent aux deux tierces d'azur passées en sautoir, cantonnées, en chef, d'une grappe de raisin de gueules, aux flancs, de deux merlettes de sable et, en pointe, d'un cheval aussi de gueules (d'argento, a due terze d'azzurro passate in decusse, accantonate, in capo, da un grappolo d'uva di rosso, nei fianchi da due merlotti di nero e, in punta, da un cavallo pure di rosso)                                                                                  |
|       | Preuilly-sur-Claise D'or, à trois aigles éployées d'azur (d'oro, a tre aquile spiegate d'azzurro) |

## R
| Image | Nom de la commune et blasonnement |
| ----- | --- |
|       | Reignac-sur-Indre Parti : au premier d'azur aux trois abeilles d'or, au second de gueules aux trois fasces d'argent (partito: nel 1º d'azzurro, a tre api d'oro; nel 2º di rosso, a tre fasce d'argento) |
|       | Reugny Taillé : au premier de gueules à la tour d'or ouverte, ajourée et maçonnée de sable, au second d'or à la fleur de lys d'azur (tagliato: nel 1º di rosso, alla torre d'oro, finestrata e murata di nero; nel 2º d'oro, al giglio d'azzurro) |
|       | La Riche Parti : au premier mi-parti d'or semé de fleurs de lys de gueules à l'aigle de sable, au second d'azur à Saint Côme et Saint Damien affrontés, vêtus de robes de docteur, sur une terrasse, l'un tenant un livre, l'autre une boite, le tout d'or (partito: nel 1º d'oro seminato di gigli di rosso, all'aquila di nero; nel secondo d'azzurro, ai Santi Cosma e Damiano affrontati, vestiti con abiti da dottore,su una terrazza, uno tenente un libro, l'altro una scatola, il tutto d'oro) |
|       | Richelieu Écartelé de gueules à la bande d'or, et d'or à la fasce de gueules (inquartato: di rosso, alla banda d'oro, e d'oro, alla fascia di rosso) |

## S
| Image | Nom de la commune et blasonnement |
| ----- | --- |
|       | Saché Coupé : au premier de sinople à la chèvre d'argent accostée de deux molettes d'éperon d'or, au second d'or à la roue de moulin de huit bras de gueules ; à la fasce ondée d'argent brochant sur la partition (troncato: nel 1º di rosso, alla capra d'argento accostata da due rotelle di sperone d'oro; nel 2º d'oro, alla ruota di mulino di otto bracci di rosso; alla fascia ondata d'argento attraversante sulla partizione) |
|       | Saint-Avertin D'argent au pairle de gueules accompagné de trois feuilles de plantin de sinople (d'argento, alla pergola di rosso, accompagnata da tre foglie di verde) |
|       | Saint-Christophe-sur-le-Nais D'azur à Saint Christophe d'or (d'azzurro, al San Cristoforo d'oro) |
|       | Saint-Cyr-sur-Loire D'azur à l'ancre de marinier d'argent avec deux anneaux du même, l'un en chef et l'autre en pointe, à la gerbe de blé d'or brochante liée aussi d'argent à la stangue, le tout accosté de deux sarments de vigne tigés et feuillés aussi d'or, fruités de trois pièces d'argent à dextre et de trois pièces de gueules à senestre (d'azzurro, all'ancora da marinaio d'argento, con due anelli dello stesso, uno in capo e l'altro in punta, al covone di grano d'oro attraversante, legato pure d'argento alla stanga, il tutto accostato da due tralci di vite fustati e fogliati pure d'oro, fruttati di tre pezzi d'argento a destra e di tre pezzi di rosso a sinistra) |
|       | Saint-Épain D'azur à la porte de ville crénelée et coulissée d'argent, flanquée de deux tours du même, le tout maçonné de sable (d'azzurro, alla porta di città merlata d'argento e con saracinesca dello stesso, fiancheggiata da due torri pure d'argento, il tutto murato di nero) |
|       | Saint-Étienne-de-Chigny De gueules à l'étoile d'argent, au chef d'or chargé de trois croisettes potencées au pied fiché d'azur (di rosso, alla stella d'argento; al capo d'oro caricato da tre crocette potenziate dal pié ficcato d'azzurro) |
|       | Saint-Martin-le-Beau De gueules à la châsse de Saint Martin d'or posée sur un brancard du même, à la champagne cousue de sinople chargée d'une grappe de raisin tigée et feuillée aussi d'or (di rosso, all'urna di San Martino d'oro, posata su una barella dello stesso, alla campagna cucita di verde, caricata di un grappolo d'uva, fustato e fogliato pure d'oro) |
|       | Saint-Paterne-Racan D'azur au croissant d'argent accompagné de six croisettes potencées au pied fiché d'or ordonnées 3 et 3 (d'azzurro, al crescente d'argento, accompagnato da sei crocette potenziate dal pié ficcato d'oro ordinate 3 e 3) |
|       | Saint-Patrice D'argent aux trois trèfles de sinople, au chef d'azur chargé de trois fleurs de lys d'or (d'argento, a tre trifogli di verde; al capo d'azzurro, caricato di tre gigli d'oro) |
|       | Saint-Pierre-des-Corps De gueules au brasier d'or à dextre, au marteau versé de sable posé en barre contre une enclume d'argent à senestre, le tout surmonté des lettres S, P et C capitales du même entrelacées en pal, au mantel d'azur, aux deux clefs d'or posées en chevron brochant sur le mantelé, leurs pannetons en pointe et liées par un anneau du même, au chef cousu de gueules chargé de quatre pals cousus de sinople et d'une étoile d'argent brochant en cœur (di rosso, al braciere d'oro a destra, al martello rovesciato di nero posto in sbarra contro una incudine d'argento a sinistra, il tutto sormontato dalle lettere maiuscole S, P e C dello stesso, intrecciate in palo; mantellato d'azzurro, a due chiavi d'oro poste in scaglione attraversanti sul mantellato, con i congegni in punta e legate da un anello dello stesso; al capo cucito di rosso, caricato da quattro pali cuciti di verde e da una stella d'argento attraversante in cuore)                                                  |
|       | Sainte-Catherine-de-Fierbois D'azur à l'épée d'argent garnie d'or, surmontée d'une couronne fermée du même et accostée de deux fleurs de lys aussi d'or (d'azzurro, alla spada d'argento guarnita d'oro, sormontata da una corona chiusa dello stesso e accostata da due gigli pure d'oro) |
|       | Sainte-Maure-de-Touraine Écartelé : au premier de gueules aux neuf mâcles d'or accolées ordonnées 3, 3 et 3, au deuxième de gueules aux chaînes d'or posées en orle, en croix et en sautoir, chargées en cœur d'une émeraude au naturel, au troisième d'azur aux trois fleurs de lys d'or, brisé d'un bâton componé d'argent et de gueules de six pièces, au quatrième d'hermine plain; sur le tout d'argent à la guivre d'azur ondoyant en pal, couronnée de gueules à l'issant du même (inquartato: nel 1º di rosso, a nove losanghe vuote d'oro accollate ordinate 3, 3 e 3; nel 2º di rosso, alle catene d'oro poste in orlo, in croce e in decusse, caricate in cuore da uno smeraldo al naturale; nel 3º d'azzurro, a tre gigli d'oro, brisato da un bastone composto d'argento e di rosso di sei pezzi; nel 4º d'armellino pieno; sul tutto d'argento, alla vuivre d'azzurro ondeggiante in palo, coronata di rosso al nascente dello stesso) [in realtà il disegno rappresenta un fanciullo di carnagione e non di rosso] |
|       | Savigné-sur-Lathan De gueules à la tour d'argent, accostée de deux fleurs de lys d'or, au chef aussi d'argent chargé d'une patte de griffon de sinople (di rosso, alla torre d'argento, accostata da due gigli d'oro; al capo pure d'argento, caricato di una zampa di grifone di verde) |
|       | Savigny-en-Véron Écartelé : au premier d'azur à la fasce ondée d'argent, au vairon d'or frétillant, la queue vers la pointe, brochant sur le tout, au deuxième et au troisième de gueules aux trois fleurs de lys d'or, au quatrième d'azur à la fasce d'argent, à la grappe de raisin d'or tigée et feuillée du même brochant sur le tout (inquartato: nel 1º d'azzurro, ala fascia ondata d'argento, alla sanguinerola d'oro guizzante, la coda verso la punta, attraversante sul tutto; nel 2º e nel 3º di rosso, a tre gigli d'oro; nel 4º d'azzurro, alla fascia d'argento, al grappolo d'uva d'oro fustato e fogliato dello stesso attraversante sul tutto) |
|       | Savonnières D'argent à la saponaire fleurie de gueules, tigée et feuillée de sinople, chaussé d'azur aux deux fleurs de lys d'or (d'argento, alla saponaria fiorita di rosso, fustata e fogliata di verde; calzato d'azzurro, a due gigli d'oro) |
|       | Sonzay Écartelé : au premier et au quatrième d'azur aux six annelets d'or ordonnés 3, 2 et 1, au deuxième et au troisième de gueules aux trois fasces ondées d'argent ; à la tour portillée d'argent maçonnée de sable, brochant en cœur sur le tout (inquartato: nel 1º e 4º d'azzurro, a sei anelletti d'oro, ordinati 3, 2 e 1; nel 2º e 3º di rosso, a tre fasce ondate d'argento; alla torre con portone d'argento, murata di nero, attraversante in cuore sul tutto) |
|       | Sorigny D'argent aux deux fasces d'azur surmontées de deux coquilles de sinople, à la tour crénelée de quatre pièces de gueules ouverte du champ avec une herse de sable cloutée d'or, maçonnée aussi de sable, brochant sur le tout, posée sur une terrasse aussi de sinople, ladite tour chargée d'un écusson de gueules à la croix pattée d'argent (d'argento, a due fasce d'azzurro, sormontate da due conchiglie di verde, alla torre merlata di quattro pezzi di rosso, aperta del campo con una saracinesca di nero chiodata d'oro; murata pure di nero, attraversante sul tutto, posata su una terrazza pure di verde, e caricata di uno scudetto di rosso alla croce patente d'argento) |

## T
| Image | Nom de la commune et blasonnement |
| ----- | --- |
|       | Tauxigny D'argent à la colline de sinople chargé en pointe d'une trangle ondée d'argent, au bourdon au pied fiché de gueules brochant sur le tout, accompagné d'un franc-canton dextre burelé d'argent et de gueules de huit pièces et d'un franc-canton senestre mi-parti au I d'or à l'aigle bicéphale de sable, au II d'azur aux trois fleurs de lys d'or et à l'épée renversée d'argent brochant sur la partition (d'argento, alla collina di verde, caricata in punta da una trangla ondata d'argento, al bordone da pellegrino con il piè fitto di rosso attraversante sul tutto, accompagnata da un canton franco destro burellato d'argento e di rosso di otto pezzi e da un canton franco sinistro semipartito: in I d'oro all'aquila bicefala di nero, in II d'azzurro a tre gigli d'oro, con la spada rovesciata d'argento attraversante sulla partizione) |
|       | Tavant D'argent à la main dextre appaumée de gueules mouvant de la pointe senestre, tenant entre son pouce et son majeur une tige de ferronnerie terminée par quatre volutes de sable (d'argento, alla mano destra appalmata di rosso movente dal punto sinistro della punta, tenente tra il pollice e il medio uno stelo in ferro battuto che termina con quattro volute di nero) |
|       | Thilouze De gueules au tilleul arraché d'or chargé d'une croix tréflée au pied fiché de sable, au chef d'argent chargé de trois cœurs du champ (di rosso, al tiglio sradicato d'oro, caricato da una croce trifogliata dal piè fitto di nero; al capo d'argento, caricato di tre cuori del campo) |
|       | Tours De sable à trois tours d'argent ouvertes et maçonnées de sable, pavillonnées et girouettées de gueules ; au chef cousu d'azur chargé de trois fleurs de lis d'or (di nero, a tre torri d'argento, aperte e murate di nero, padiglionate e banderuolate di rosso; al capo cucito d'azzurro, caricato di tre gigli d'oro) |
|       | Truyes Parti : au premier mi-parti d'argent à l'aigle de sable, au second de sinople à l'épi de blé d'or et à la fasce du même brochant (partito: nel 1º d'argento alla mezz'aquila di nero uscente dalla partizione; nel 2º di verde, alla spiga di grano d'oro con la fascia ondata dello stesso attraversante) |

## V
| Image | Nom de la commune et blasonnement |
| ----- | --- |
|       | Vallères De gueules à la tour d'argent ajourée et maçonnée de sable (di rosso, alla torre d'argento, finestrata e murata di nero) |
|       | Veigné De gueules à la roue de moulin de huit rais d'or en perspective cavalière, posée sur une rivière ondée cousue d'azur mouvant de la pointe (di rosso, alla ruota da mulino di otto raggi d'oro vista in prospettiva, posta su un fiume ondato cucito d'azzurro movente dalla punta) |
|       | Véretz De gueules au clocher adextré, accompagné en cœur de deux toits de château soutenus par un pont de trois piles senestré, le tout d'or soutenu d'une lettre V capitale du même supportant deux ondes aussi d'or (di rosso, al campanile addestrato, accompagnato in cuore da due tetti di castello sostenuti da un ponte di tre piloni sinistrato, sostenuto da una lettera maiuscola V che contiene due onde, il tutto d'oro) |
|       | Vernou-sur-Brenne Tranché d'azur et d'or à la grappe de raisin de deux vrilles de l'un en l'autre, au franc-canton de gueules chargé d'une croix pattée d'argent (trinciato d'azzurro e d'oro, al grappolo d'uva con due villi dell'uno all'altro, al canton franco di rosso, caricato da una croce patente d'argento) |
|       | Villandry D'azur au chevron d'argent, au chef cousu de gueules chargé de trois besants d'or (d'azzurro, allo scaglione d'argento; al capo cucito di rosso, caricato di tre bisanti d'oro) |
|       | La Ville-aux-Dames D'azur au cœur enflammé cousu de gueules, sommé d'une croisette au pied fiché d'or, le dit-cœur chargé des initiales D.U.C. entrelacées d'argent (d'azzurro, al cuore infiammato cucito di rosso, cimato da una crocetta da piè fitto d'oro, il cuore caricato dalle lettere maiuscole D, U, C intrecciate d'argento)                                                                                             |
|       | Vouvray D'azur aux deux lions affrontés d'argent supportant une grappe de raisin tigée d'or (d'azzurro, a due leoni affrontati d'argento sostenenti un grappolo fustato d'oro) |